# William T. Carroll
William T. Carroll (* 25. Juni 1902 in Torrington, Connecticut; † 25. Oktober 1992 ebenda) war ein US-amerikanischer Politiker. Zwischen 1949 und 1951 war er Vizegouverneur des Bundesstaates Connecticut.

## Werdegang
William Carroll besuchte die Torrington High School und arbeitete danach 25 Jahre lang für die Firma Brooks Bank and Trust Company in Torrington. Später schlug er als Mitglied der Demokratischen Partei eine politische Laufbahn ein. Zwischen 1945 und 1947 übte er das Amt des State Treasurer von Connecticut aus. Im Juli 1948 nahm er als Delegierter an der Democratic National Convention in Philadelphia teil, auf der Präsident Harry S. Truman zur Wiederwahl nominiert wurde. Im selben Jahr wurde Carroll an der Seite von Chester Bowles zum Vizegouverneur von Connecticut gewählt. Dieses Amt bekleidete er zwischen 1949 und 1951. Dabei war er Stellvertreter des Gouverneurs und Vorsitzender des Staatssenats. Im Jahr 1950 wurde er nicht bestätigt.
In den Jahren 1952 und 1954 kandidierte William Carroll erfolglos für den US-Senat bzw. das Amt des Gouverneurs von Connecticut. Zwischen 1953 und 1957 war er Bürgermeister seiner Heimatstadt Torrington. Dann betrieb er eine Immobilienfirma in Hartford. Er starb am 25. Oktober 1992 im Alter von 90 Jahren in Torrington, wo er auch beigesetzt wurde.